# Kia EV4
Kia EV4 — електричний автомобіль виробництва Kia. 
Це п’ята модель у лінійці електромобілів виробника «EV» після EV3 і він пропонується як хетчбек і седан.

## Огляд

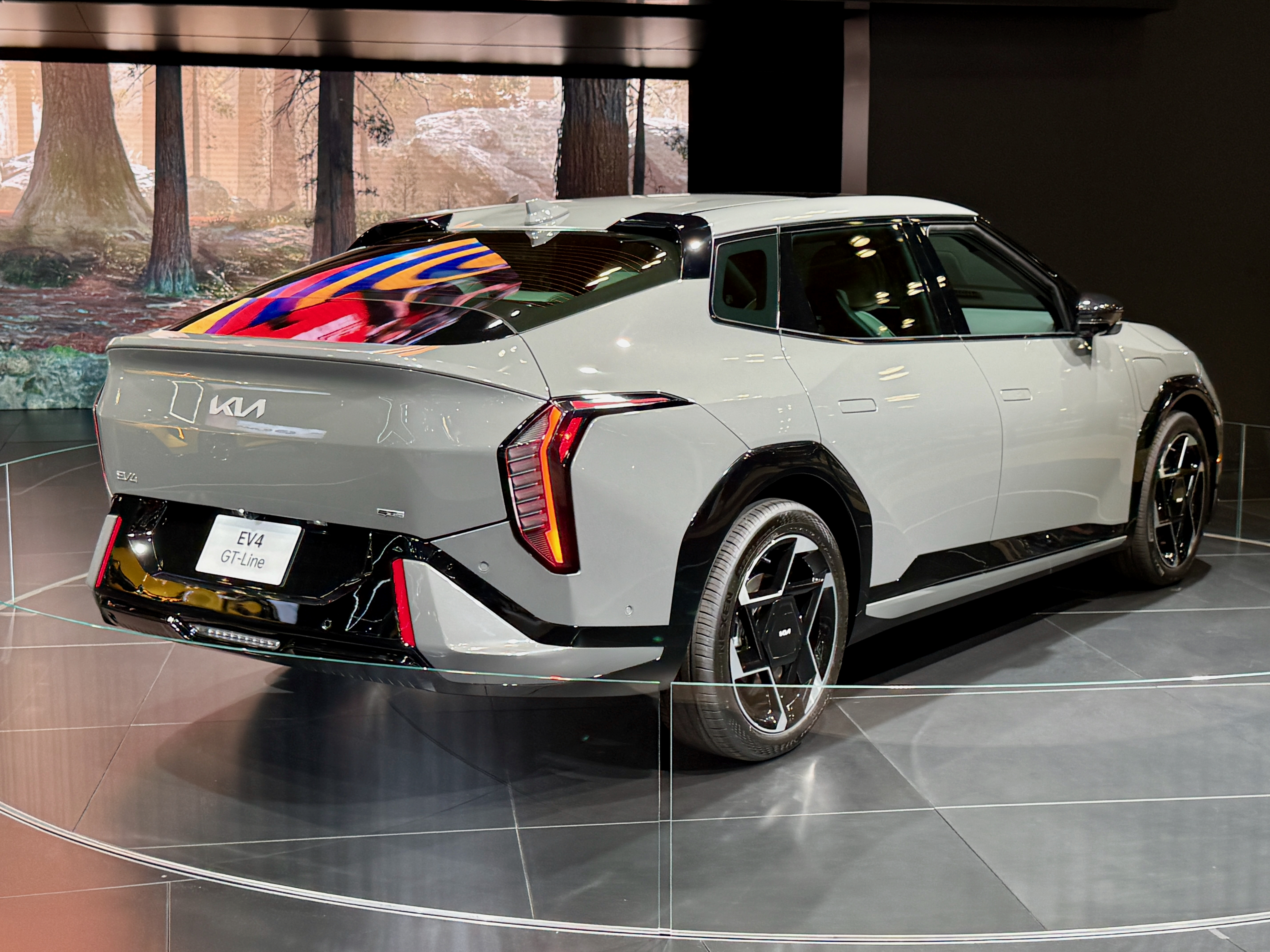

EV4 був представлений концептуальним автомобілем Kia EV4, який був представлений 12 жовтня 2023 року під час заходу виробника Kia EV Day, який потім був показаний на автосалоні в Лос-Анджелесі в листопаді. 
Седан Kia EV4 має довжину 4730 мм та колісну базу 2820 мм. Він пропонує достатньо внутрішнього простору, включаючи просторе заднє сидіння та багажник об’ємом 490 л. Хетчбек на 300 мм коротший (довжина 4430 мм) тому має трохи менший багажний простір ─ 435 л. 
Усередині доступний 30-дюймовий дисплей, що інтегрує екрани для водія, клімат-контролю та інформаційно-розважальної системи.
Kia оцінює, що більший акумулятор забезпечить приблизно 531 км запасу ходу на основі стандартів тестування США. Рейтинг WLTP для седана з більшим акумулятором становить 630 км. Хетчбек EV4 отримує трохи нижчий рейтинг WLTP ─ 590 км.
Новий EV4, як хетчбек, так і седан, оснащені переднім приводом з двигуном потужністю 201 к.с. Kia стверджує, що моделі з більшим акумулятором можуть розганятися від нуля до 100 км/год приблизно за 7,7 секунди, тоді як версія з меншим акумулятором досягає такої швидкості за 7,4 секунди.